# Space Shuttle Independence

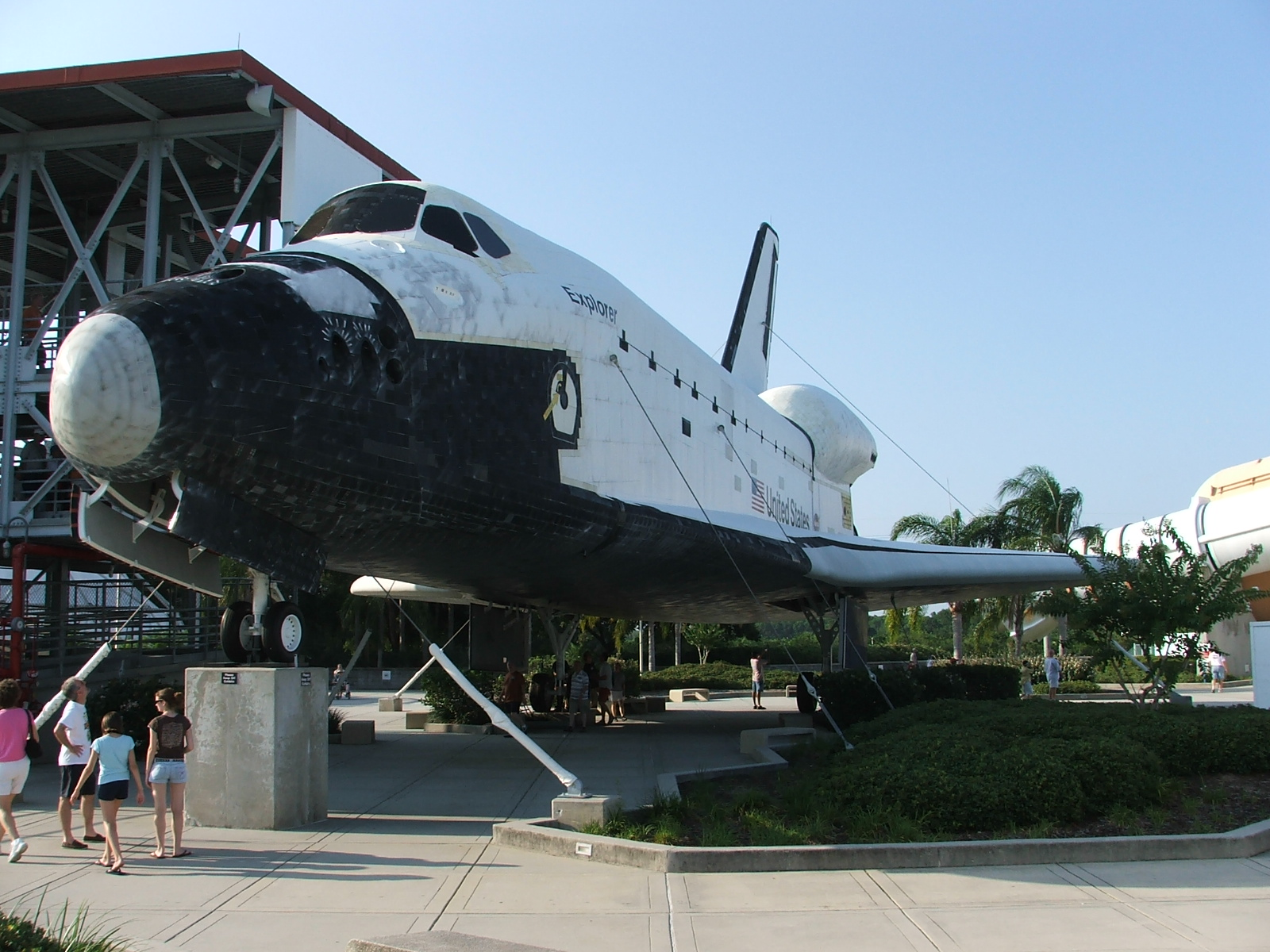
LExplorer, al Kennedy Space Center, Florida.

Lo "Space Shuttle" Independence, originariamente denominato Explorer, è una replica in scala 1:1 di un vero Space Shuttle costruita dalla Guard-Lee Incorporated nel 1992. L'Explorer è stato accessibile al pubblico presso il Kennedy Space Center dal 1993 fino al 2011, successivamente è stato trasportato ed esposto al Johnson Space Center.

## Storia
Il modello, che riproduce precisamente pesi e dimensioni di un vero Shuttle, è abbastanza fedele nella parte esterna, mentre non è molto accurato nella riproduzione degli interni, anche se i volumi e la capacità della stiva sono corretti.
Tra il 2013 e il 2014 il modello ha subito una ristrutturazione che ha aggiornato diversi dettagli: esternamente il modello ora simula anche le piastrelle del sistema di protezione termica e i pannelli RCC (reinforced carbon-carbon) sul bordo d'attacco delle ali, inoltre sui carrelli d'atterraggio sono stati montati degli pneumatici Michelin utilizzati sui veri Shuttle. Anche la strumentazione della cabina di pilotaggio è stata riprodotta in modo più dettagliato.

### L'esposizione presso il Kennedy Space Center
L'Explorer era posto accanto a un edificio tubolare e con a fianco un elevatore per favorire l'accessibilità; i visitatori potevano vedere la stiva del modello, un manichino con indosso un modello della tuta arancione usata dagli astronauti per il decollo e il rientro a terra, l'abitacolo con comandi e strumentazione.

### Viaggio ed esposizione presso il Johnson Space Center

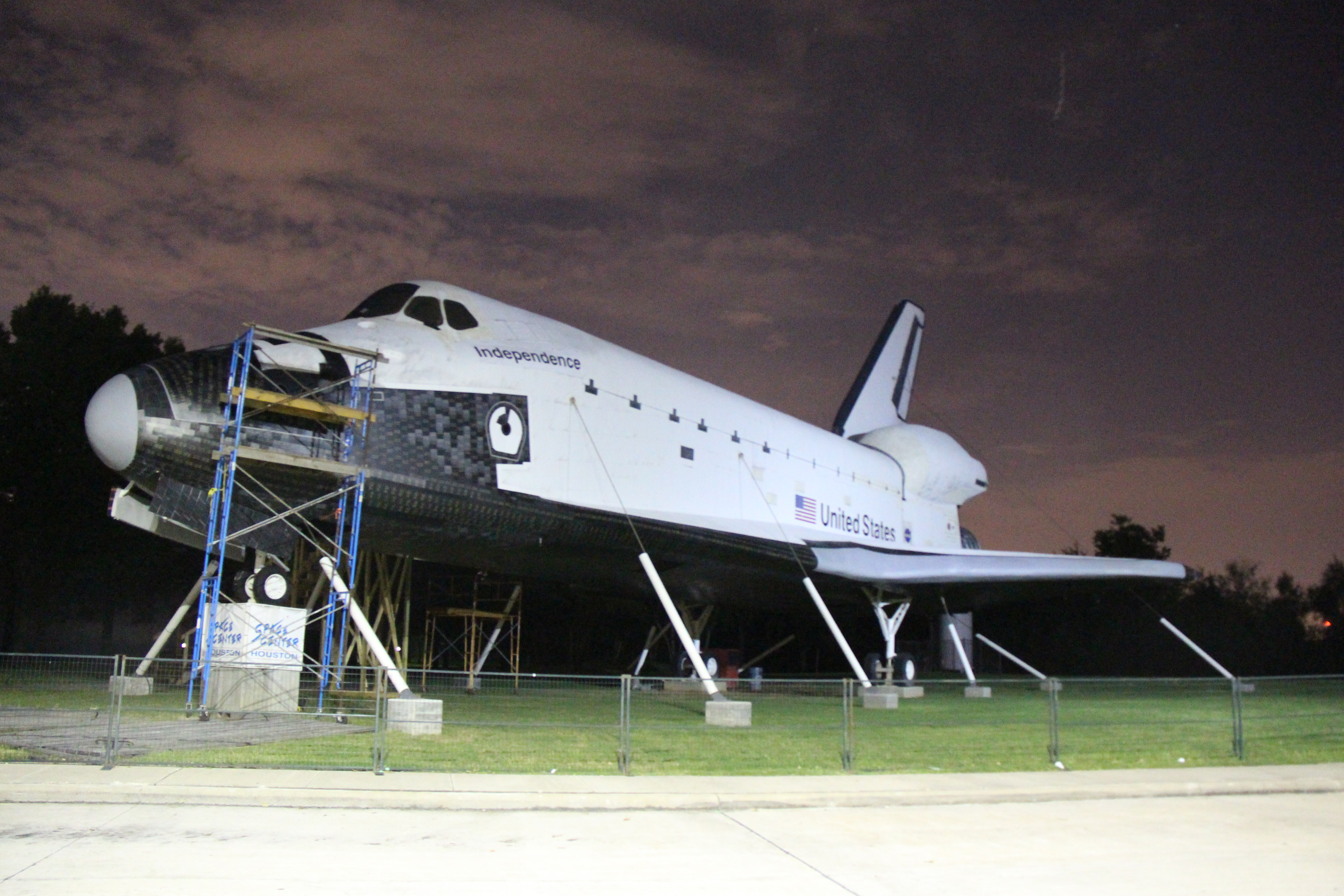
L'Explorer, ribattezzato Independence in esposizione presso il Johnson Space Center di Houston.

Dopo un lungo viaggio cominciato dal KSC l'11 dicembre 2011 su un camion da 144 ruote e poi proseguito su una chiatta, l'Explorer è arrivato al porto sul lago Clear del Johnson Space Center, vicino a Houston, il 24 maggio 2012.
Qui è stato ribattezzato Independence e interessato da diversi eventi straordinari, oltre alle modifiche citate, tra cui, dal 4 giugno al 2 settembre 2013, l'installazione sopra l'aereo NASA 905, un Boeing 747 modificato per il trasporto degli shuttle, visitata da più di 10.000 persone.